# Molnár Borbála
Parnói Molnár Borbála (Sátoraljaújhely, 1760. augusztus 25. – Hajdúbagos, 1825. január 30.) írónő, költőnő.

## Életpályája
1760-ban Sátoraljaújhelyen kisnemesi családban született, apja Molnár István református kántortanító, hartai malom nemes származású bérlője volt, aki a leányát olvasni megtanította, de írni nem, hogy szerelmes levelek írására ne fordítsa tudását. Lopva tanult meg írni.
Tizenhét éves korában akarata ellenére, az anyja kívánságára, szerencsétlen házasságot kötött. Válópere befejezése előtt, 1791-ben három gyermek anyjaként özvegyen maradt. Súlyos anyagi gondjaitól költői működése szabadította meg. 
Kassán megjelent négykötetes összeállítása váratlan nagy sikert aratott. Karrierjét pártfogók és mecénások (Ráday Gedeon, Festetics György) mellett irodalmi barátságok is egyengették: Gvadányi Józseffel, Csizi Istvánnal és Édes Gergellyel folytatott levelezésének számos darabja került nyilvánosság elé.
1794 körül Vácra tette át lakását, itt kapta kézhez Mikes Anna grófnő verses levelét, aki lelkes barátsággal hívta meg magához Apafira Erdélybe. 1817-ig az ő társalkodó- és felolvasónőjeként élt Erdélyben. Ott ismerkedett meg a korabeli erdélyi közélet híres költőnőjével, Újfalvy Krisztinával, aki 1796 nyarán verses levélben kereste fel és akinek sorsa sokban hasonlított az övéhez. Versei kibocsátásában erdélyi főurak voltak mecénásai.
Kazinczy Ferenc, 1816-os kolozsvári látogatása alkalmával az alábbiakat jegyezte fel Molnár Borbáláról: „…így ezen általam mindaddig nem ismert földimet is (...) megláthatám vala, kit korunk asszony írói közt, mindig megkülönböztetéssel fog említeni literaturánk: őtet természet, szenvedés és Édes Gergely vezérlései tevék verselővé.”
Mikes Anna halála után (1817) egyik fiához, a hajdúbagosi jegyzőhöz költözött. Ott töltötte élete utolsó évtizedét. Még 1800-ban egy bölcsészeti munkáját készült kiadni, de ez nem maradt ránk. Lánykorában írt verseit nem őrizte meg. 1825-ben halt meg Hajdúbagoson.

## Munkássága
Molnár Borbála sikerének titka a kor olvasói körében az volt, hogy részben betartotta a korfelfogás előírásait. A panaszkodás tűréskészséggel párosult és engedelmes volt a vallási és szülői intelmekkel szemben. Kedvelt témakörei: a szomorúság, a csalódás, a szerelem hiánya, a szülői erőszakkal kikényszerített házasság, a korszak társadalmi rajza, házi és családi élete, mindennapjai voltak.  Irodalmi munkásságának célja az (is) volt, hogy „az ő életének tükörét” tartsa olvasói elé.

## Művei
1. Molnár Borbála munkáji, Kassa, 1793, négy kötet (versek)
2. Egy nemes cselekedet leírása, mellyet Molnár Borbála terjeszt a magyar világ eleibe, Pest, 1797
3. Főstrázsamesternek Csízi Istvánnak nemes Molnár Borbálával az erkölcs pallérozását és a szív megjobbítását tárgyazó verses levelezései, mellyek leginkább beteges állapottyában munkálattak, Pozsony, 1797
4. Barátsági vetélkedés, avagy Molnár Borbálának Máté Jánosné asszonnyal két nem hibái és érdemei felől folytatott levelezései,  Kolozsvár, 1804
5. Szerencsétlen indulat vagy Sarolta és Sándor, mellyet versekbe szedett, Kolozsvár, 1804